# 28275 Quoc-Bao
28275 Quoc-Bao è un asteroide della fascia principale. Scoperto nel 1999, presenta un'orbita caratterizzata da un semiasse maggiore pari a 2,9748536 UA e da un'eccentricità di 0,0849640, inclinata di 1,42219° rispetto all'eclittica.